# Jeremiah Manele
Jeremiah Manele (sinh năm 1968) là một chính trị gia Quần đảo Solomon. Ông giữ chức Thủ tướng sau cuộc tổng tuyển cử ở Quần đảo Solomon năm 2024 và cũng là thủ tướng đầu tiên của đất nước đến từ tỉnh Isabel.

## Đầu đời và giáo dục
Manele sinh ra và lớn lên ở làng Samasodu trên đảo Santa Isabel. Ông theo học ngành Chính trị và Hành chính Công tại Đại học Papua New Guinea và tốt nghiệp vào năm 1991. Sau khi tốt nghiệp đại học, ông quay lại Đại học Oxford vào năm 1995-1996 để học thêm chương trình sau đại học.

## Cán bộ nhà nước
Manele có kinh nghiệm làm việc dày dặn trong ngành dân sự, từng giữ chức vụ cấp cao trong chính phủ và đại diện cho Quần đảo Solomon với tư cách là nhà ngoại giao chuyên nghiệp. Ông từng là Tham tán và Đại biện lâm thời của Phái đoàn Thường trực Quần đảo Solomon tại Liên hợp quốc ở New York.
Sau khi trở về Quần đảo Solomon, Manele đảm nhiệm nhiều chức vụ cấp cao trong chính phủ như Thư ký thường trực Bộ Kế hoạch Phát triển, Thư ký Thủ tướng và Nội các, Thư ký thường trực Bộ Ngoại giao và Ngoại thương và Thư ký của Lực lượng đặc nhiệm can thiệp RAMSI. Ông là Bộ trưởng Thường trực về Ngoại giao và Ngoại thương ở Quần đảo Solomon cho đến tháng 12 năm 2007.

## Chính trị
Năm 2014, Manele lần đầu tiên được người dân ở khu vực Hograno-Kia-Havulei bầu làm đại diện cho họ trong quốc hội. Sau cuộc bầu cử, ông được Liên minh Dân chủ Nhân dân (gồm có Đảng Liên minh Dân chủ, Đảng Tiến bộ Nông thông (SIPRA), và Đảng Nhân dân Hàng đầu) đề cử cho chức vụ thủ tướng. Ông thất bại trước đối thủ Manasseh Sogavare, với 19 phiếu so với 31 phiếu cho Sogavare. Mở đầu sự nghiệp nghị sĩ, ông đã đảm nhiệm vai trò lãnh đạo phe đối lập tại Quốc hội Quần đảo Solomon trong khóa 10. Sau đó, ông gia nhập các cơ quan chính phủ và đảm nhiệm vị trí Bộ trưởng Bộ Kế hoạch Phát triển và Điều phối Viện trợ trong giai đoạn 2017-2018. Chiến thắng trong cuộc bầu cử năm 2019, ông Manele tiếp tục trở thành đại diện của người dân tại Quốc hội khóa 11. Ông đảm nhiệm vị trí Bộ trưởng phụ trách kế hoạch phát triển và điều phối viện trợ. Tiếp theo, vào ngày 25 tháng 4 năm 2019, ông được bổ nhiệm làm Bộ trưởng Bộ Ngoại giao, thường xuyên thực hiện các chuyến công tác nước ngoài trong vai trò mới.
Tham gia tranh cử với tư cách là ứng cử viên của Đảng Sở hữu, Thống nhất và Trách nhiệm (OUR), ông Manele đã thành công trong việc giữ vững ghế đại diện của mình tại Quốc hội Quần đảo Solomon trong cuộc bầu cử năm 2024. Mặc dù trước đây ông từng là thành viên của Đảng Liên minh Dân chủ. Tuy nhiên, Đảng Sở hữu, Thống nhất và Trách nhiệm không thể đạt được đa số ghế trong Quốc hội và cũng không thể thành lập liên minh để nắm quyền dưới sự lãnh đạo của Thủ tướng đương nhiệm Manasseh Sogavare. Sau khi kết thúc bầu cử, Đảng OUR đã tiếp tục liên minh với hai đảng khác là Kadere và Nhân dân để tạo thành một liên minh mới gọi là Liên minh Thống nhất và Chuyển đổi Quốc gia. Vào ngày 29 tháng 4, ông Manele được bầu làm lãnh đạo của Đảng OUR sau khi ông Sogavare từ chức và không tái tranh cử thủ tướng. Trong cuộc bỏ phiếu kín của quốc hội diễn ra vào ngày 2 tháng 5 để bầu thủ tướng mới, ông Manele đã giành được 31 phiếu, đánh bại đối thủ là ông Matthew Wale. Sau đó, vào cùng ngày, Toàn quyền David Vunagi đã chính thức bổ nhiệm ông Manele thành lập chính phủ và nhậm chức thủ tướng.
Ông Manele được cho là có quan điểm thân Trung Quốc vì đã cam kết tiếp tục chính sách đối ngoại hiện tại của Quần đảo Solomon, vốn hướng đến việc tăng cường quan hệ với Trung Quốc. Khi nhậm chức Thủ tướng, các nhà phân tích phương Tây, bao gồm bà Meg Keen thuộc Viện Lowy, nhận định rằng ông Manele sẽ là một "nhà lãnh đạo ôn hòa và ít hiếu chiến hơn so với người tiền nhiệm, nhưng ông vẫn sẽ duy trì mối quan hệ chặt chẽ với Trung Quốc".

## Đời tư
Ông kết hôn với Joycelyn, có 4 con gái và 2 con trai.